# Behçet Necatigil
Behçet Necatigil (* 16. April 1916 in Istanbul; † 13. Dezember 1979 ebenda) war ein türkischer Lyriker, Hörspielautor und Übersetzer.
Der Germanist und Turkologe war ein wichtiger Vertreter der modernen türkischen Lyrik. Aus dem Deutschen hat Necatigil unter anderem Heinrich Böll, Wolfgang Borchert, Günter Eich, Rudolf Hagelstange und Rainer Maria Rilke übertragen. Darüber hinaus war er der erste Autor traditioneller Hörspiele in der Türkei.
Seit 1980 wird ihm zu Ehren der Necatigil-Lyrikpreis vergeben.

## Werke
- 1966. Hast du die Sterne gesehen. Hörspiel. Übersetzung: Kâmuran Şipal. Regie: Otto Düben. Prod.: SDR.
- 1984: Nach Edirne. Hörspiel. Übersetzung und Bearbeitung: Jale Tükel. Regie: Gerhard Melzer. Prod.: ORF Steiermark.